# Campanha picta de Estilicão
Campanha picta de Estilicão foi uma série de operações militares realizadas pelas forças do Império Romano do Ocidente, comandadas pelo general Estilicão, e a tribo dos pictos, que viviam ao norte da fronteira setentrional da Britânia (moderno território da Escócia) por volta de 398.

## História
Pouco se sabe sobre este conflito e a única fonte contemporânea é o panegírico "Eutrópio" (em latim: Eutropium) de Claudiano, que conta que enquanto Estilicão estava tratando da Revolta Gildônica na África, a Britânia sofria com ataques de saxões, pictos e escotos. A história termina com "os saxões conquistados, o oceano acalmado, os pictos destruídos e a Britânia segura". Outro poema de Claudiano faz referência a uma possível expedição à Britânia por Estilicão entre 396 e 398.
A partir destes relatos, é possível inferir que os pictos atacaram a fronteira norte da Britânia, marcada pela Muralha de Adriano, mas foram derrotados. Em 400, Estilicão aparentemente ordenou que reparos fossem feitos na muralha com o dinheiro que ele arrecadou na campanha africana. Porém, não foram descobertas evidências arqueológicas que suportem a existência deste conflito